# Српски ожиљци
Српски ожиљци (енгл. Serbian Scars) је српско - амерички филм. Премијерно је приказан у Америци 25. септембра 2009. године. Продуцент филма је Владимир Рајчић који је написао сценарио и играо главну улогу.

## Радња
Алекс сазнаје да му је отац тешко болестан и путује у Чикаго да пронађе свог брата Петра и покуша да спасе живот оцу. Петар је пре неколико година са мајком отишао у Чикагу и оставио брата и оца са се боре у рату, не знајући каква ће бити њихова судбина. Алекс успева да убеди Петра да се врати у Србију, али не зна је да је њихов отац направио хемијску формулу и да су албански терористи спремни да све учине да дођу до ње. Убрзо се у цео случај укључује ЦИА која је у финалном обрачуну на страни Срба.

## Улоге
| Глумац            | Улога        |
| ----------------- | ------------ |
| Владимир Рајчић   | Алекс        |
| Мајкл Мадсен      | Дрек         |
| Марк Дакаскос     | Петар Обилић |
| Стив Егњу         | Горан Обилић |
| Сергеј Трифуновић | Бени         |
| Јана Милић        | Сузана       |
| Биљана Мишић      | Кристина     |
| Бојана Бранковић  | Сенка        |